# William Withering
William Withering (Wellington, 17 de março de 1741 – Birmingham, 6 de outubro de 1799) foi um médico e botânico britânico, célebre pela descoberta da digitalina.

## Biografia
Withering nasceu em Wellington, Shropshire, filho de um cirurgião. Ele treinou como médico e estudou medicina na Escola de Medicina da Universidade de Edimburgo. Ele trabalhou no Hospital Geral de Birmingham desde 1779. A história é que ele notou uma pessoa com hidropisia (inchaço por insuficiência cardíaca congestiva) melhorar notavelmente depois de tomar um remédio tradicional à base de ervas; Withering ficou famoso por reconhecer que o ingrediente ativo da mistura vinha da planta dedaleira. O ingrediente ativo agora é conhecido como digoxina, após o nome científico da planta. Em 1785, Withering publicou An Account of the Foxglove and some of its Medical Uses, que continha relatórios sobre ensaios clínicos e notas sobre os efeitos e toxicidade da digitalis.

## Publicações

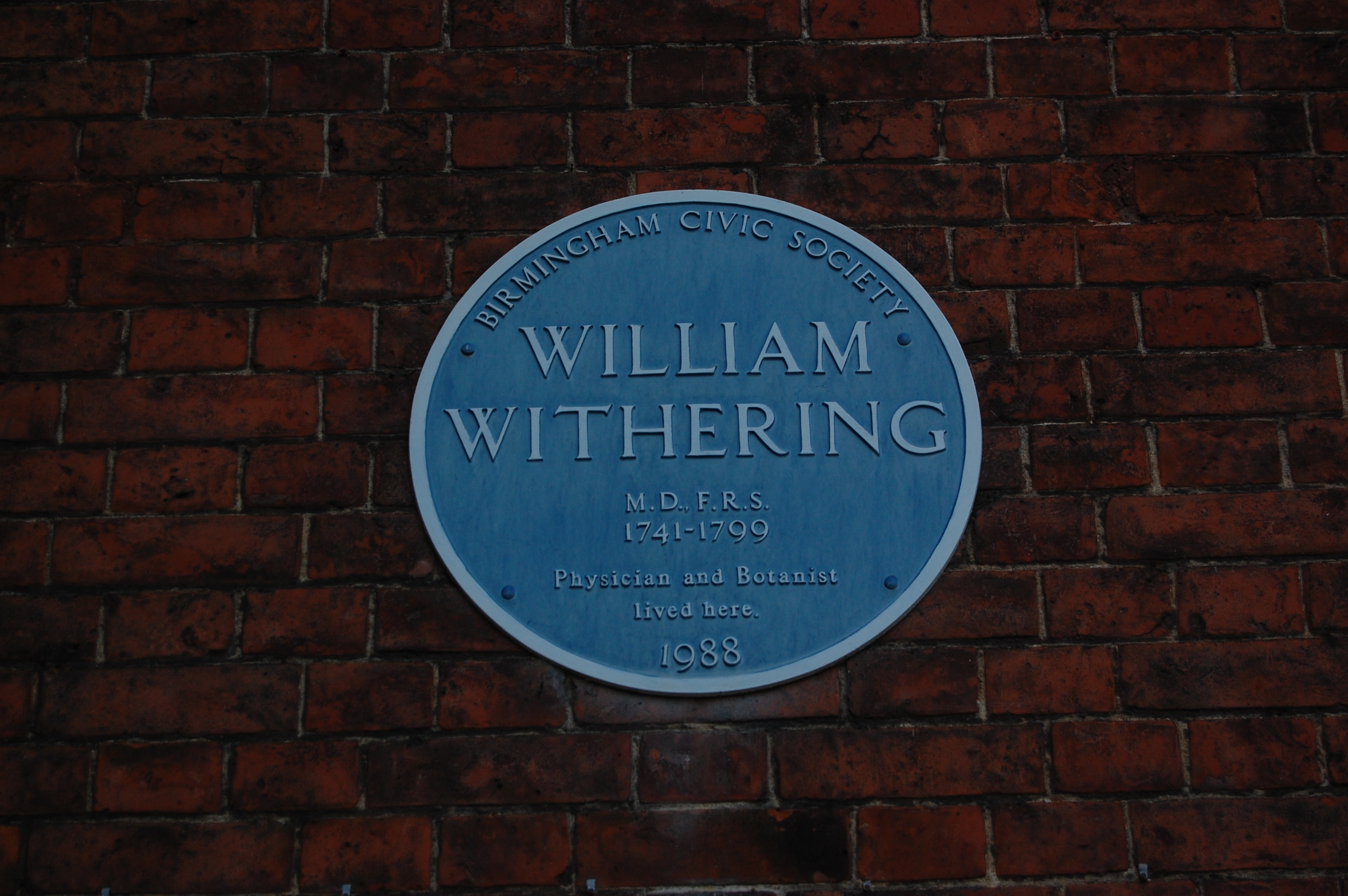
Blue plaque em Edgbaston Hall

Esta lista foi extraída de Sheldon, 2004:
- 1766 Dissertação sobre angina gangrenosa
- 1773 "Experiments on different kinds of Marle found in Staffordshire" Phil Trans. 63: 161-2
- Withering, William (1776a). A Botanical Arrangement of All the Vegetables Naturally Growing in Great Britain: With Descriptions of the Genera and Species, According to the System of the Celebrated Linnaeus. Being an Attempt to Render Them Familiar to Those who are Unacquainted with the Learned Languages. vol i. Birmingham: Swinney. Consultado em 24 de fevereiro de 2015
- Withering, William (1776b). A Botanical Arrangement of All the Vegetables Naturally Growing in Great Britain: With Descriptions of the Genera and Species, According to the System of the Celebrated Linnaeus. Being an Attempt to Render Them Familiar to Those who are Unacquainted with the Learned Languages. vol ii. Birmingham: Swinney. Consultado em 24 de fevereiro de 2015
- 1779 "An account of the scarlet fever and sore throat, or scarlatina; particularly as it appeared at Birmingham in the year 1778" Publ Cadell, Londres
- 1782 "An analysis of two mineral substance, vz. the Rowley rag-stone and the toad stone"  Phil Trans 72: 327-36
- 1783 "Outlines of mineralogy"  Publ Cadell, Londres (uma tradução do original latino de Bergmann)
- 1784 "Experiments and observations on the terra ponderosa" Phil trans 74: 293-311
- 1785 "An account of the foxglove and some of its medical uses; with practical remarks on the dropsy, and some other diseases" Publ. Swinney, Birmingham
- 1787 "A botanical arrangement of British plants..."  2nd ed. Publ Swinney, Londres
- 1788 Letter to Joseph Priestley on the principle of acidity, the decomposition of water.  Phil Trans 78: 319-330
- 1790 "An account of some extraordinary effects of lightning"  Phil Trans 80: 293-5
- 1793 "An account of the scarlet fever and sore throat..."  2a. ed. Publ Robinson, Londres
- 1793 "A chemical analysis of waters at Caldas"  extract from Actas da Academica real das Sciencias
- 1794 "A new method for preserving fungi, ascertained by chymical experiments" Trans Linnean Soc 2: 263-6
- 1795 "Analyse chimica da aqua das Caldas da Rainha" Lisboa (uma análise química da água das Caldas da Rainha)
- 1796 "Observations on the pneumatic medicine" Ann Med 1: 392-3
- 1796 "An arrangement of British plants..." 3a. ed. Publ Swinney, Londres
- 1799 "An account of a convenient method of inhaling the vapour of volatile substances" Ann Med 3: 47-51